# Јупитерова маса
Јупитерова маса (симбол  или ) мерна је јединица за масу једнака укупној маси планете Јупитера и употребљава се за изражавање и опис масе гасовитих џинови и екстрасоларних планета. Такође се користи и код описивања смеђих патуљака.
Њена вредност у СИ ситему је следећа:
{\displaystyle M_{J}=1,8986\times 10^{27}{\hbox{ kg}}}
Преостала три гасовита џина у Сунчевом систему имају следеће вредности масе изражене у :
- Сатурн – 0,299
- Уран – 0,046
- Нептун – 0,054

Једна Јупитерова маса може да се претвори у следеће вредности:
- 1  = 25.839  (где је  = маса Месеца)
- 1  = 317,83  (где је  = Земљина маса)
- 1  = 0,0009546  (где је  = Сунчева маса)